# 秋間実
秋間 実（あきま みのる、1928年2月3日 - ）は、日本の哲学者。旧・東京都立大学名誉教授。マルクス主義哲学を研究した。元唯物論研究協会委員長。
東京生まれ。1951年東京大学文学部哲学科卒。同大学院修士課程修了。北海道大学講師、助教授、東京都立大学人文学部助教授、教授。88年唯物論研究協会委員長。91年定年退官、名誉教授。九条の会賛同人。

## 著書
- 『現代科学と唯物論』新日本出版社 1971
- 『自然の弁証法』日本青年出版社 青年のための社会科学 1971
- 『科学論の世界』大月書店 1974
- 『唯物論とはなにか』新日本選書 1974
- 『人類史への散策』新日本新書 1977
- 『哲学を学ぶ人へ 『フォイエルバッハ論』を読む』大月書店 1981

### 共著編
- 『現代の観念論哲学』編 新日本選書 1973
- 『現代科学の形成と論理 物理科学を中心に』荒川泓共著 大月書店 1979

### 翻訳
- ゲオルグ・ズィークムンド『現代医学の光にてらしてみた奇蹟』エンデルレ書店 1967
- A.コージング責任編集『マルクス主義哲学』大月書店 1970
- レートロー他編著『弁証法的・史的唯物論』大月書店 1972
- G.シュティーラー『社会発展の弁証法 マルクス主義歴史理論の基礎』青木書店 1977
- エンゲルス『フォイエルバッハ論』藤川覚共訳 大月書店 大月センチュリーズ　1983
- ベー・エム・ゲッセン『ニュートン力学の形成 『プリンキピア』の社会的経済的根源』稲葉守、小林武信、渋谷一夫共訳 法政大学出版局 叢書・ウニベルシタス 1986
- カール・レーヴィット『ナチズムと私の生活 仙台からの告発』法政大学出版局 叢書・ウニベルシタス 1990
- フリードリヒ・エンゲルス『自然の弁証法 新メガ版』渋谷一夫共訳 新日本出版社 1999
- エンゲルス『反デューリング論』新日本出版社 科学的社会主義の古典選書 2001

## 論文
- Cinii